# San Quentin (film 1946)
San Quentin è un film del 1946 diretto da Gordon Douglas.

## Trama
Jim Roland sembra il perfetto prototipo del detenuto redento grazie al programma di recupero del carcere. Quando uno dei suoi compagni di galera evade sfruttando lo stesso programma sarà proprio Jim a cercarlo perché la sua lealtà non venga messa in dubbio. In Italia è passato solo sul satellitare.